# Imaginaerum
Vous lisez un « bon article » labellisé en 2022.
Pour l'article sur le film, voir Imaginaerum (film).
Albums de Nightwish
Dark Passion Play
(2007) Imaginaerum : The Score
(2012)
Singles
1. Storytime
Sortie : 9 novembre 2011
2. The Crow, the Owl and the Dove
Sortie : 2 mars 2012

Imaginaerum est le septième album studio du groupe de metal symphonique finlandais Nightwish, sorti le 30 novembre 2011 en Finlande, le 2 décembre en Europe et le 5 décembre en France chez Nuclear Blast. Il s'agit d'un album-concept racontant l'histoire d'un compositeur âgé se remémorant sa vie sur son lit de mort. Dans son sommeil, il redevient enfant et voyage dans son passé où ses rêves d'antan se confondent avec le monde fantaisiste et musical d'un jeune garçon. L'album est réalisé en même temps qu'un film, également intitulé Imaginaerum, basé sur la même histoire et produit par Stobe Harju ; sa sortie a lieu le 23 novembre 2012. Imaginaerum est le deuxième et dernier album du groupe avec la chanteuse Anette Olzon et aussi le dernier avec le batteur Jukka Nevalainen, qui s'éloigne du groupe en 2014 pour soigner ses insomnies — un éloignement prévu pour être temporaire, mais qui devient permanent à partir de 2019.
En février 2011, le titre de l'album est initialement annoncé comme étant Imaginarium, mais en août celui-ci est changé pour Imaginaerum afin d'éviter toute confusion avec d'autres noms similaires. Le 2 septembre 2011, le groupe annonce la sortie de Storytime, le premier single de l'album. Puis le 8 septembre le groupe révèle la couverture de l'album, les dates de sortie et la liste des pistes commentées. Storytime est diffusé pour la première fois sur la station de radio finlandaise Radio Rock à neuf heures du matin (UTC+2) le 7 novembre, avant de sortir officiellement le 9 novembre 2011 accompagné d'un clip vidéo. Le deuxième single The Crow, the Owl and the Dove, sort le 2 mars 2012.
Les deux singles atteignent le sommet des charts finlandais, et Imaginaerum, dès le jour de sa commercialisation, se vend à plus de 50 000 exemplaires en Finlande, obtenant un double disque de platine et devenant l'album le plus vendu en peu de temps dans le pays. Il se vend également à plus de 100 000 exemplaires à la fin du mois de décembre, devenant l'album le plus acheté dans le pays cette année-là après seulement un mois de commercialisation. Il entre dans les charts de plusieurs autres pays européens et se place dans les plus grands charts d'Amérique du Nord et d'Asie. Pour promouvoir l'album, le groupe lance le Imaginaerum World Tour (2012-2013).

## Caractéristiques

### Annonces et productions
En octobre 2009, des rumeurs déclarant que le nouvel album de Nightwish s’appellerait Wind Embraced se propagent jusqu'à ce que Anette Olzon, la chanteuse du groupe, démente l'information et annonce que les chansons pour le nouvel album ne sont pas encore complétées, à l'exception de 3 titres écrits avant mai 2009. Dans une interview avec Troy Donockley, qui avait participé en tant qu'artiste invité à l'enregistrement de Dark Passion Play et qui deviendra en 2013 un membre officiel du groupe, déclare que le nouvel album serait « quelque chose de merveilleux ». Le 1er février 2010, Olzon annonce sur son blog que Holopainen avait neuf chansons de prêtes pour le nouvel album et ajoute que le groupe se réunira à l'été pour réaliser une démo, et que les fans ne devraient pas s'attendre à une sortie avant l'automne 2011. En mars 2010, via la Nightmail, Holopainen révèle avoir fini d'écrire les chansons pour l'album, et le 2 juin il annonce avoir terminé l'enregistrement de la préproduction de la démo.
En juillet 2010, Tuomas Holopainen révèle que les démos des chansons sont prêtes à être développées en studio. Le même mois, le groupe se réunit dans un camping à Sävi, en Finlande, à l'exception d'Anette Olzon qui doit se remettre de la naissance de son second enfant, Nemo, né peu de temps avant,. Holopainen révèle que les enregistrements commenceront le 15 octobre 2010. Le batteur Jukka Nevalainen commence à enregistrer ses parties en octobre 2010, puis peu après c'est au tour du guitariste Emppu Vuorinen de s'occuper de ses parties. À cette époque, le chef d'orchestre Pip Williams, dirigeant de l'Orchestre philharmonique de Londres, commençait à travailler avec des chœurs d'enfants. Ces derniers n'avaient jamais été utilisés sur les albums de Nightwish auparavant, bien que l'Orchestre de Londres ait travaillé sur les deux albums précédents du groupe : Once et Dark Passion Play. Les enregistrements des parties d'Olzon et du bassiste Marco Hietala sont reportés car tous deux ont subi des accidents domestiques mineurs à leur domicile et ont eu besoin de temps pour se rétablir, mais tous deux ont terminé d'enregistrer en juin 2011.
Le 10 février 2011, Nightwish annonce sur son site web que le titre du nouvel album serait Imaginarium, mais en août celui-ci est changé pour Imaginaerum afin d'éviter toute confusion avec d'autres noms similaires. Ils révèlent aussi que le groupe est en préproduction d'un film, prévu pour 2012, basé sur l'histoire de l'album et réalisé par Stobe Harju, qui avait déjà travaillé avec eux pour le clip de The Islander.
Le 8 septembre 2011, le groupe révèle la couverture de l'album, les dates de sortie et la liste des pistes commentées. La pochette de l'album est conçue par Janne Pitkänen, une artiste finlandaise réputée dans son pays natal et connue sous le pseudonyme de Toxic Angel, et montre l'entrée d'un parc d'attractions de nuit. Cette image devait initialement n'être qu'une des illustrations du livret, mais Holopainen trouve qu'elle transmet le message « sinistre et mystérieux » parfait pour la pochette de l'album, une décision que tous les membres du groupe ont soutenue. Janne Pitkänen est également engagée pour produire la pochette du single Storytime.

### Styles musicales et chansons

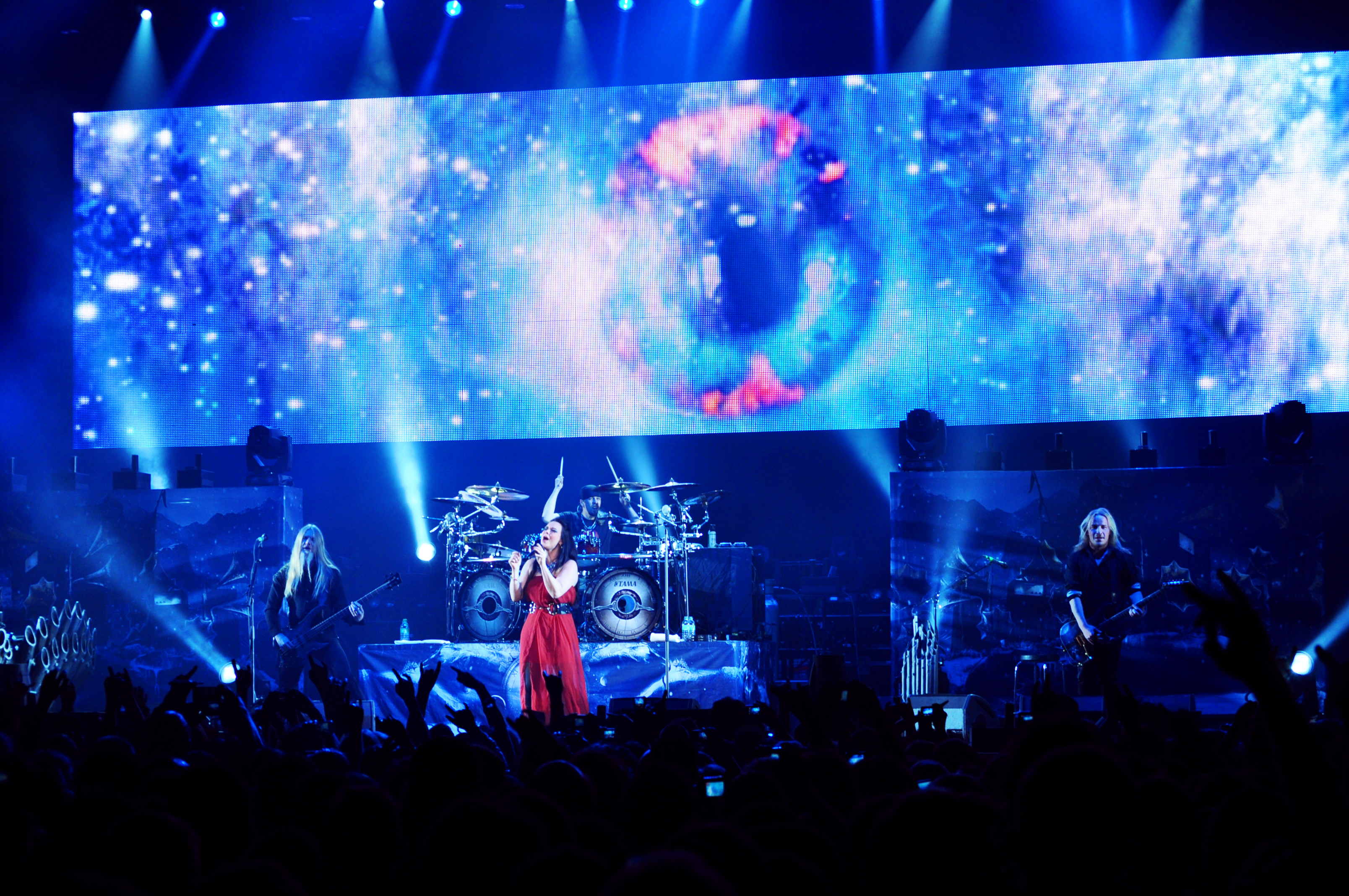
Imaginaerum est considéré par Tuomas Holopainen comme étant un hommage au pouvoir de l'imagination.

Imaginaerum s'inscrit dans la lignée musicale tracée par Dark Passion Play, son prédécesseur. en s'inspirant principalement de musique de films. Il s'agit du troisième album où le groupe est accompagné par l'Orchestre philharmonique de Londres, qui décrit le travail réalisé par Tuomas Holopainen comme étant « magnifique, inspirant et cinématographique », bien qu'il ne soit présent sur tous les morceaux. Le bassiste Marco Hietala souligne que cet album est plus lourd que le précédent car Holopainen dit s'être inspiré de groupes de doom metal comme My Dying Bride et Paradise Lost. Celui-ci cite aussi le réalisateur Tim Burton, l'auteur Neil Gaiman et le peintre Salvador Dalí comme influences, ainsi que des groupes comme Van Halen et Pantera, et des auteurs-compositeurs comme Hans Zimmer, Danny Elfman et Ennio Morricone.
Taikatalvi, qui signifie « hiver magique » en finnois, décrit le monde comme « une ardoise vierge pour notre imagination » et marque la première fois que le groupe utilise une introduction pour un de ses albums. Le titre est chanté en finnois par le bassiste et chanteur Marco Hietala. Storytime, qui est le premier single extrait de l'album, est décrit par Tuomas Holopainen, le claviériste, leader et principal auteur-compositeur du groupe, comme sa version du classique de Noël Le Bonhomme de neige,. Ghost River, la première chanson de l'album à être terminé, décrit la vie comme un privilège suprême et est pour le leader de Nightwish une sorte de « duel entre le Diable et la Mère Gaïa ». Slow, Love, Slow est une chanson jazz inspirée par les clubs de jazz américains des années 1930 et a été une « grande surprise » pour tout le monde lorsque Holopainen l'a révélé. De plus le morceau dit que « l'amour le plus vrai n'a pas besoin de promesses ni de mots ».
I Want My Tears Back est un morceau basé l'uilleann pipes de Troy Donockley. Il parle de la nostalgie des choses perdues depuis longtemps mais qui peuvent encore être ramenées. La chanson est considérée par Tuomas Holopainen comme étant un prélude au morceau My Walden de l'album suivant : Endless Forms Most Beautiful. Scaretale est décrit comme un « voyage dans les cauchemars de l'enfance » et Arabesque est un morceau instrumental,. Turn Loose the Mermaids est vu par Holopainen comme « mélancolique et triste » car elle parle du départ d'un être cher. La chanson est selon lui la seule vraie ballade de l'album. Rest Calm parle de l'espoir et de la mémoire qui ne peuvent être retirés d'une personne et s'inspire de la musique de Paradise Lost et My Dying Bride,. The Crow, the Owl and the Dove, une composition de Marco Hietala, dit que « l'amour est tout et que seule la vérité est notre guide vers un état plus profond »,.
Last Ride of the Day est inspiré par les montagnes russes et Song of Myself est le morceau « épique » de l'album, inspiré par les textes de Walt Whitman, l'écrivain préféré de Holopainen ; elle est considérée par le claviériste comme sa « catharsis ultime » et est divisée en quatre chapitres : From a Dusty Bookshelf, All That Great Heart Lying Still, Piano Black et Love. C'est le troisième morceau le plus long de la discographie du groupe, avec 14 secondes de moins que The Poet and the Pendulum se trouvant sur Dark Passion Play.
Le dernier morceau, Imaginaerum, est composé en fonction de ce que le groupe souhaitait entendre pendant la diffusion du générique du film ; Tuomas Holopainen ayant comme idée de rassembler les principaux riffs et thèmes des morceaux de l'album pour créer un medley orchestral avec chœur. Il donne à Pip Williams, chef de l'Orchestre de Londres, toute liberté pour concevoir cette clôture.

## Film

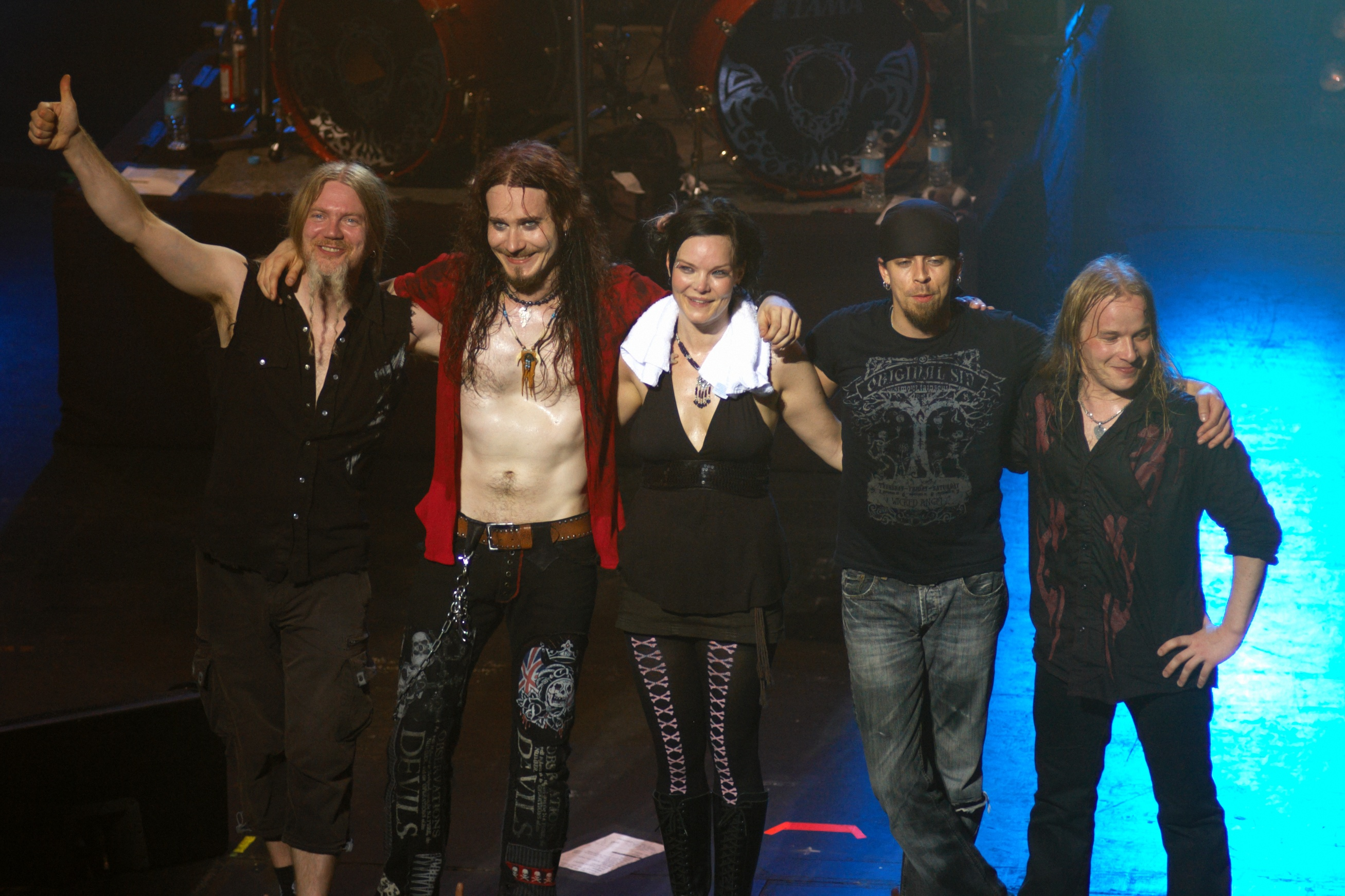
Tous les membres de Nightwish apparaissent dans le film et les personnages qu'ils interprètent ont des prénoms similaires aux leurs.

Dès la révélation du titre de l'album, le groupe annonce réaliser de courtes vidéos pour chaque morceau, qui se connecteraient entre elles, formant une histoire. Plus tard, Nightwish déclare que ce projet s'est transformé en un long-métrage, réalisé par Stobe Harju, produit par Markus Selin et sponsorisé par Solar Films qui a fourni un budget de près de quatre millions d'euros. Le groupe reçoit également un soutien direct du ministère finlandais de la culture. Le casting principal est composé d'acteurs qui ne sont pas très connus à l'international, comme Francis McCarthy et Marianne Farley, ainsi que des acteurs qui ont déjà eu un peu plus d'exposition comme Quinn Lord, interprétant le jeune garçon.
De plus, tous les membres du groupe apparaissent dans de petits rôles : Anette Olzon est Ann, Tuomas Holopainen est Tom, Marco Hietala est Marcus, Emppu Vuorinen est Emil et Jukka Nevalainen est Jack. Les similitudes entre les noms ont été voulues par le réalisateur pour que le public puisse sentir la « présence du groupe ». La bande originale du film est principalement basée sur les titres de l'album, bien que Holopainen travaille aux côtés du compositeur Petri Alanko pour créer des morceaux inédits. La bande originale est publiée en CD sous le nom d'Imaginaerum : The Score. En mai 2012, le groupe publie un court aperçu du film et confirme sa sortie officielle pour le 23 novembre 2012,.
L'histoire du film parle d'un vieux compositeur de chansons, Tom, qui a encore une âme jeune, et qui se remémore sans cesse son enfance et sa jeunesse alors que celui-ci souffre de graves problèmes psychologiques qui ne lui permettent pas de se remémorer sa vie d'adulte. Dans son sommeil, il redevient enfant et voyage dans son passé où ses rêves d'antan se confondent avec le monde fantastique et musical du jeune garçon. Stobe révèle que le film met en scène un personnage animé qui, selon lui, sera « bien mémorisé par les fans du groupe ». Il déclare aussi que ce ne sera pas un film pour enfants, mais plutôt un film pour « adultes, mature et qui fera réfléchir les gens ».

## Lancement et accueil

### Lancement et réception
| Vidéos externes | |
|                 | Storytime est le premier single de l'album et présente des extraits du film                         |
|                 | The Crow, The Owl and The Dove, réalisé par un fan et publié sur la chaîne YouTube de Nuclear Blast |

Début septembre, Storytime est annoncé comme premier single de l'album. La chanson est diffusée pour la première fois sur la station de radio finlandaise Radio Rock à neuf heures du matin (UTC+2) le 7 novembre avant d'être publié le 9 novembre 2011 sur les plateformes de téléchargement et avec un clip vidéo via YouTube. Après seulement une semaine sur le marché, le groupe annonce que le single a atteint la première place en Finlande. Le 18 novembre, les plateformes publient des extraits de 30 secondes de chaque chanson de l'album ce qui déplaît au groupe, qui va les faire retirer pour les remplacer par un bout du clip de Storytime. Puis le 23 novembre, le magazine finlandais de bandes dessinées Disney Aku Ankka collabore avec le groupe en faisant pré-écouter la chanson The Crow, the Owl and the Dove sur leur site grâce à un code distribué dans le numéro hebdomadaire du magazine. Le 2 mars 2012, la chanson est officiellement publiée.
Dès sa sortie, Imaginaerum se vend à plus de 50 000 exemplaires en Finlande et est immédiatement certifié double disque de platine. Il devient alors l'album vendu le plus rapidement dans l'histoire du pays et bat le record que Nightwish avait autrefois réalisé avec leur album Century Child (2002). À la fin de la semaine de sa sortie, l'album atteint la 3e position des charts suédois, suisse et de rock britanniques. Il arrive à la 6e position des charts allemand et remporte un disque d'or peu de temps après avec plus de 100 000 d'exemplaires vendus. Fin 2011, Imaginaerum devient l'album le plus acheté de l'année en Finlande avec plus de 100 000 d'exemplaires vendus et obtient un triple disque de platine. L'album commence l'année 2012 en se classant en 7e place des classements japonais et en 13e place des charts canadiens,. Il se vend à plus de 12 000 exemplaires aux États-Unis à sa sortie, se plaçant en 27e place du Billboard 200 et est le deuxième album de musique rock le plus acheté dans le pays en janvier, derrière Here and Now du groupe Nickelback.

### Accueil critique
Imaginaerum reçoit dans l'ensemble de bonnes critiques. MSN Music fait l'éloge de l'opus et déclare qu'il s'agit d'un « album incroyable, presque inimaginable, un album de metal symphonique de 75 minutes qui est engageant, imaginatif, extravagant et surtout amusant ». SpazioRock le décrit comme n'étant pas simplement un album de metal et encore moins une imitation des bandes originales d'Hollywood mais comme un album « où ces deux mondes magiques se rencontrent pour générer un mélange ». Le critique compare le son global aux bandes originales de Finding Neverland, Big Fish et L'Imaginarium du docteur Parnassus. Metal Storm, tout en notant certaines lacunes, considère que toutes les chansons sont accrocheuses et en particulier Ghost River. Metal Underground souligne que l'album est l'une des meilleures sorties de l'année, ainsi que l'une des meilleures œuvres musicales de tous les temps. About.com déclare que souvent un album est si diversifié qu'il se perd en lui-même, mais ce n'est pas le cas d'Imaginaerum, qui même avec les grandes différences de styles musicales a une cohésion et une structure qui fait que tout s'emboîte parfaitement.
Steve Harris le bassiste, leader fondateur et principal compositeur d'Iron Maiden, fait part de sa grande appréciation du son du groupe dans une déclaration : « Quand j'ai entendu Dark Passion Play [en 2007], je n'en revenais pas. Je me suis dit : Ça, c'est un vrai album ! Il y a tout, sauf l'évier de cuisine, là-dedans. L'album était alors très controversé à cause de la nouvelle chanteuse [Anette Olzon], mais elle est brillante. Je ne veux pas manquer de respect à Tarja, mais la voix d'Anette leur va beaucoup mieux. Il y a des trucs lourds, du classique, même un peu de Disney — avec toutes sortes de trucs là-dedans. Je pensai que c'était l'un des meilleurs albums que je n'ai jamais entendu de ma vie. Puis j'ai reçu le suivant, Imaginaerum. Storytime est une chanson fantastique et instantanée. Le reste de l'album m'a pris un certain temps pour y entrer. Dark Passion Play était si bon que je pensais qu'il était impossible qu'ils puissent un jour sortir un album qui s'en approche, mais plus je me suis plongé dans Imaginaerum, plus je l'ai aimé ».

## Imaginaerum World Tour
Afin de soutenir leur nouvel album, Nightwish démarre, avec la présence de Troy Donockley comme musicien de soutien, l'Imaginaerum World Tour, leur cinquième tournée mondiale. Le groupe joue le 19 janvier 2012 sous le nom Rubber Band of Wolves un premier concert secret en Californie. Ils commencent officiellement leur tournée le 21 janvier à Los Angeles au Gibson Amphitheatre avant de jouer, deux jours plus tard, au 70000 Tons of Metal. Ces deux concerts sont suivis, du 2 mars au 8 mai, par une tournée européenne débutant avec six dates en Finlande. Cette première partie est suivie par une série de concerts dans les festivals estivaux européens où le groupe joue au Masters of Rock, au Provinssirock, au Nova Rock Festival, au Montreux Jazz Festival et à la Foire aux vins.
Après une courte pause, la formation retourne jouer en Amérique du Nord avec comme première partie le groupe de metal symphonique américain Kamelot. Le 28 septembre 2012, Anette Olzon tombe malade et doit être hospitalisée. Le groupe ne voulant pas annuler leur concert dans la ville de Denver demande à Elize Ryd (Amaranthe) et à Alissa White-Gluz (The Agonist), les deux chanteuses accompagnant Kamelot, de la remplacer,. Après ce concert, Olzon écrit sur son blog ne pas approuver d'avoir été remplacée sans avoir été consultée au préalable par ses camarades. Le lendemain Olzon joue son dernier concert avec Nightwish avant d'être remerciée et remplacée temporairement par Floor Jansen (ReVamp, ex-After Forever),,. La tournée nord-américaine se termine le 14 octobre, après quoi la formation part jouer au Royaume-Uni. Le 10 novembre, après leur concert à Helsinki à l'Hartwall Arena, le groupe montre la première mondiale de leur film,. Nightwish part ensuite jouer en Amérique latine et termine la tournée 2012 à Buenos Aires en Argentine.

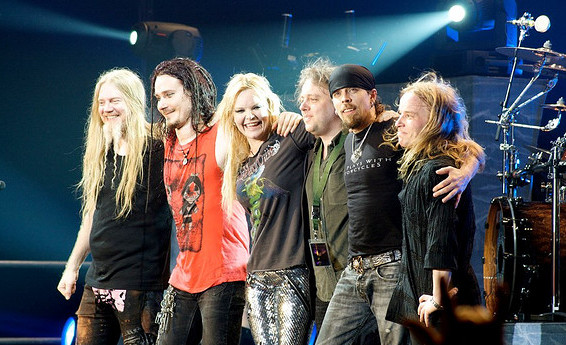
Pour la tournée le groupe fait participer Troy Donockley comme musicien de soutien.
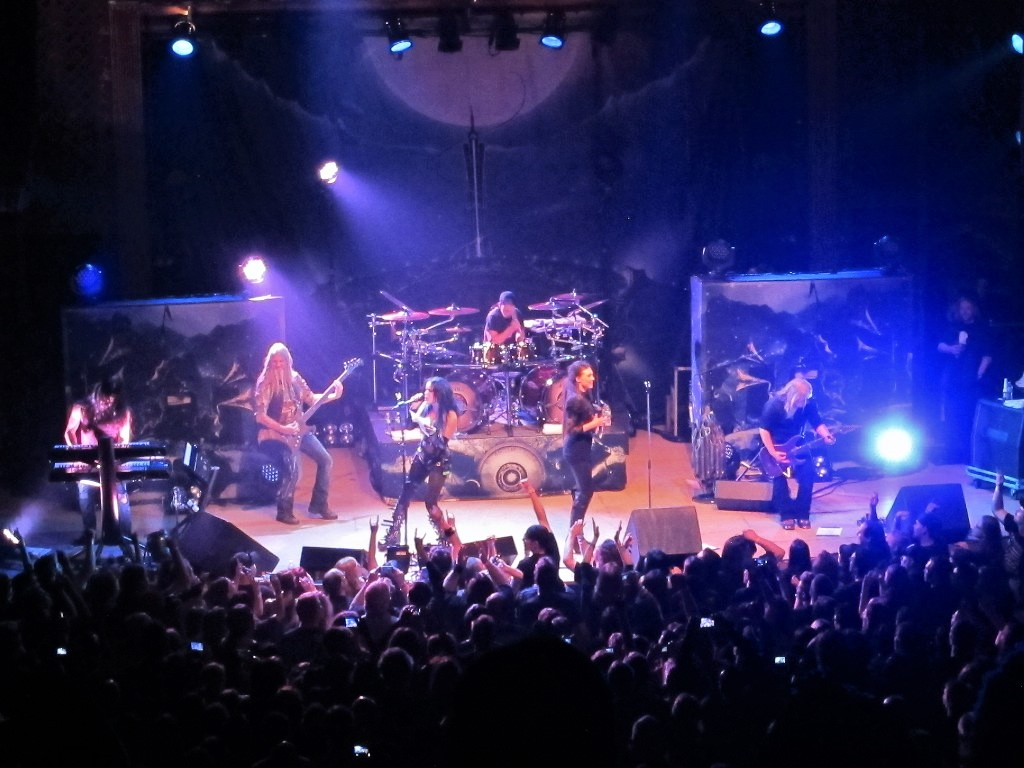
Elize Ryd et Alissa White-Gluz remplacent Anette Olzon à Denver.
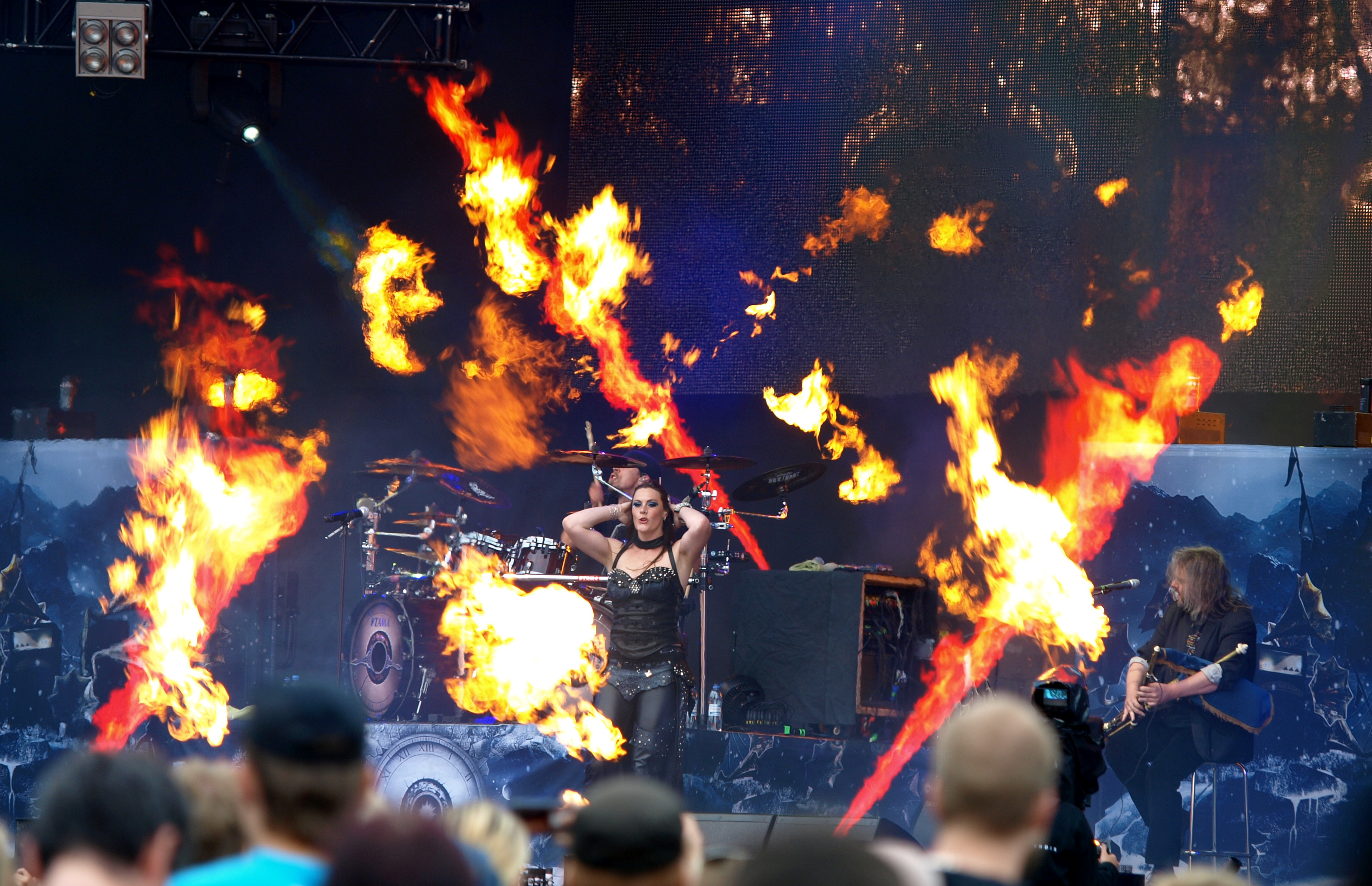
Après le renvoi d'Olzon, Floor Jansen est engagée pour terminer la tournée.

Le 4 janvier 2013, Nightwish reprend le Imaginaerum World Tour en jouant en Océanie. Puis, après une pause, part jouer en mai quatre dates au Japon. Le groupe retourne se produire dans les festivals d'étés européens et fait la tête d'affiche du Tuska Open Air,, du Wacken Open Air (concert qui sortira sous le nom de Showtime, Storytime en CD et DVD accompagné d'un documentaire sur la vie du groupe lors de la tournée), du Alcatraz Festival et du M'era Luna, où le groupe termine sa tournée le 11 août 2013. Le 9 octobre 2013, Nightwish présente Floor Jansen et Troy Donockley comme étant les nouveaux membres du groupe,.

## Liste des titres
Toutes les chansons sont écrites et composées par Tuomas Holopainen, sauf The Crow, The Owl and The Dove, par Marco Hietala.
| 1.    | Taikatalvi                     | Marco Hietala                               | 2:36  |
| 2.    | Storytime                      | Anette Olzon                                | 5:28  |
| 3.    | Ghost River                    | Anette Olzon, Marco Hietala                 | 5:25  |
| 4.    | Slow, Love, Slow               | Anette Olzon, Marco Hietala                 | 5:51  |
| 5.    | I Want My Tears Back           | Anette Olzon, Marco Hietala                 | 5:08  |
| 6.    | Scaretale                      | Anette Olzon, Marco Hietala                 | 7:32  |
| 7.    | Arabesque                      | (instrumental)                              | 2:52  |
| 8.    | Turn Loose the Mermaids        | Anette Olzon                                | 4:19  |
| 9.    | Rest Calm                      | Anette Olzon, Marco Hietala                 | 6:59  |
| 10.   | The Crow, the Owl and the Dove | Anette Olzon, Marco Hietala, Troy Donockley | 4:10  |
| 11.   | Last Ride of the Day           | Anette Olzon, Marco Hietala                 | 4:31  |
| 12.   | Song of Myself                 | Anette Olzon, Marco Hietala, Troy Donockley | 13:30 |
| 13.   | Imaginaerum                    | (instrumental)                              | 6:18  |
| 74:40 |                                |                                             |       |

## Classements et certifications

### Classement hebdomadaire
| Pays               | Chart                   | Meilleure position | Réf    |
| ------------------ | ----------------------- | ------------------ | ------ |
| Allemagne          | Media Control AG        | 6                  | [ 33 ] |
| Australie          | ARIA                    | 57                 | [ 73 ] |
| Autriche           | Ö3 Austria Top 40       | 9                  | [ 74 ] |
| Belgique           | Ultratop 50 Flandres    | 44                 | [ 75 ] |
| Belgique           | Ultratop 40 Wallonie    | 39                 | [ 76 ] |
| Canada             | Canadian Albums         | 13                 | [ 35 ] |
| Danemark           | Tracklisten             | 13                 | [ 77 ] |
| Espagne            | Promusicae              | 49                 | [ 78 ] |
| États-Unis         | Billboard 200           | 27                 | [ 37 ] |
| Finlande           | Suomen virallinen lista | 1                  | [ 79 ] |
| France             | SNEP                    | 41                 | [ 80 ] |
| Hongrie            | Mahasz                  | 21                 | ,      |
| Irlande            | IRMA                    | 15                 | [ 36 ] |
| Italie             | FIMI                    | 32                 | [ 82 ] |
| Japon              | Oricon                  | 7                  | [ 35 ] |
| Mexique            | AMPROFON                | 22                 | [ 83 ] |
| Norvège            | VG-lista                | 17                 | [ 84 ] |
| Pays-Bas           | Mega Album Top 100      | 24                 | [ 85 ] |
| Pologne            | ZPAV                    | 19                 | [ 86 ] |
| Portugal           | AFP                     | 33                 | [ 87 ] |
| République tchèque | IFPI                    | 16                 | [ 36 ] |
| Royaume-Uni        | UK Albums Chart         | 69                 | [ 88 ] |
| Royaume-Uni        | Rock & Metal Albums     | 3                  | [ 32 ] |
| Russie             | Tophit                  | 10                 | [ 89 ] |
| Slovénie           | SLO Top 30              | 13                 | [ 36 ] |
| Suède              | Sverigetopplistan       | 3                  | [ 30 ] |
| Suisse             | Schweizer Hitparade     | 3                  | [ 31 ] |

### Certifications
| Pays                    | Certification |
| ----------------------- | ------------- |
| Finlande (IFPI Finland) | 2 × Platine   |
| Allemagne (IFPI)        | Or            |
| Grèce (IFPI)            | Or            |
| Pologne (IFPI)          | Or            |
| Suisse (IFPI)           | Or            |
| Slovaquie (IFPI)        | Or            |

## Crédits

### Nightwish
Appelés « The Imagineers » dans le livret fourni avec le CD.
- Anette Olzon - chants
- Tuomas Holopainen - keyboards, piano
- Emppu Vuorinen - guitare
- Marco Hietala - basse, chants (pistes 1,3,6,9 & 12)
- Jukka Nevalainen - batterie, percussions

### Autres musiciens
Appelés « Fellow Imagineers » dans le livret.
- Troy Donockley - uilleann pipes (pistes 5 & 13), tin whistle (pistes 1, 8 & 10), chants (pistes 10 & 12), bodhran, bouzouki
- Dermot Crehan - violon Hardanger
- Dirk Campbell - sorna
- Guy Barker - trompette solo
- Paul Clarvis et Stephen Henderson - percussions ethniques
- Pekka Kuusisto - violon
- « The loved ones & the fellowship » sont crédités pour avoir récité les stances de la piste 12.
- Kai Hahto - percussions

### Production
- Tero « TeeCee » Kinnunen - ingénieur son, mixage, mastering
- Mikko Karmila - ingénieur son, mixage, mastering
- Mika Jussila - mastering
- Pip Williams, James Shearman, Thomas Bowes - arrangement et direction d'orchestre
- James Shearman - chef d'orchestre
- Lynda Richardson, Jenny O'Grady - direction du chœur d'enfants
- Janne Pitkänen « Toxic Angel » - pochette d'album, design

### Orchestre et chœurs
- La chorale Metro Voices participe aux chœurs sous la direction de Jenny O'Grady. The Young Musicians London contribue également aux chœurs, dirigés par Lynda Richardson et sous la coordination de Jenny O'Grady.
- L'Orchestre philharmonique de Londres, appelé The Looking Glass Orchestra, est dirigé par Thomas Bowes et James Shearman.
- L'orchestration et les chœurs sont arrangés, orchestrés et dirigés par Pip Williams.